# Ganggang
Ganggang is een bestuurslaag in het regentschap Gresik van de provincie Oost-Java, Indonesië. Ganggang telt 1493 inwoners (volkstelling 2010).